# Choàng choạc đầu đen
Choàng choạc đầu đen (danh pháp khoa học: Dendrocitta frontalis) là một loài chim trong họ Corvidae.
Nó sinh sống trong các khu rừng sườn đồi núi trong một dải rộng ven Himalaya, bao gồm đông bắc Ấn Độ, Bangladesh,Bhutan, Myanmar, Trung Quốc cũng như một quần thể tách rời tại tây bắc Việt Nam.
Thức ăn chủ yếu của nó là các loài động vật không xương sống, mối. Nó cũng ăn quả và quả mọng.
Tổ nhỏ, cấu trúc ngăn nắp thường làm trên các lùm cây tre, cây gỗ nhỏ hay cây bụi ở rìa rừng thưa. Chúng thường đẻ 3-5 trứng.